# Wolfgang Seifert (Japanologe)
Wolfgang Seifert (* 1946 in Reinbek) ist ein deutscher Japanologe.

## Leben
Nach der Promotion 1975 zum Dr. phil. in Frankfurt am Main lehrte er als Professor für Japanologie an der Universität Heidelberg. Zu seinen Forschungsschwerpunkten zählen die Politik, Ideengeschichte und politische Geschichte des modernen Japan.

## Schriften (Auswahl)
- Nationalismus im Nachkriegs-Japan. Ein Beitrag zur Ideologie der völkischen Nationalisten. Hamburg 1977, ISBN 3-921469-40-6.
- Die Auseinandersetzungen um eine „vereinte Gewerkschaftsfront“. Eine Skizze des Prozesses von 1967–1981. Berlin 1985, ISBN 3-925067-53-1.
- Gewerkschaften in der japanischen Politik von 1970 bis 1990. Der dritte Partner? . Opladen 1997, ISBN 3-531-13154-0.
- als Herausgeber: Japanische Studenten in Heidelberg. Ein Aspekt der deutsch-japanischen Wissenschaftsbeziehungen in den 1920er Jahren. Haideruberuku daigaku no Nihonjin ryūgakusei. Heidelberg 2013, ISBN 978-3-89735-763-1.